# Kensi Tangis
Kensi Tangis là một cầu thủ bóng đá người Vanuatu hiện đang thi đấu ở vị trí tiền đạo  cho câu lạc bộ Galaxy và đội tuyển bóng đá quốc gia Vanuatu.

### Bàn thắng quốc tế
Bàn thắng và kết quả của Vanuatu được để trước.
| #  | Ngày                 | Địa điểm                                             | Đối thủ          | Bàn thắng | Kết quả | Giải đấu                        |
| -- | -------------------- | ---------------------------------------------------- | ---------------- | --------- | ------- | ------------------------------- |
| 1. | 30 tháng 7 năm 2011  | Sân vận động Korman, Port Vila, Vanuatu              | Quần đảo Solomon | 2–0       | 2–0     | Giao hữu                        |
| 2. | 7 tháng 11 năm 2015  | Sân vận động Korman, Port Vila, Vanuatu              | Fiji             | 1–0       | 1–1     | Giao hữu                        |
| 3. | 12 tháng 12 năm 2017 | Sân vận động Thành phố Port Vila, Port Vila, Vanuatu | Tuvalu           | 1–0       | 10–0    | Pacific Games 2017              |
| 4. | 12 tháng 12 năm 2017 | Sân vận động Thành phố Port Vila, Port Vila, Vanuatu | Tuvalu           | 2–0       | 10–0    | Pacific Games 2017              |
| 5. | 12 tháng 12 năm 2017 | Sân vận động Thành phố Port Vila, Port Vila, Vanuatu | Tuvalu           | 3–0       | 10–0    | Pacific Games 2017              |
| 6. | 12 tháng 12 năm 2017 | Sân vận động Thành phố Port Vila, Port Vila, Vanuatu | Tuvalu           | 10–0      | 10–0    | Pacific Games 2017              |
| 7. | 15 tháng 12 năm 2017 | Sân vận động Thành phố Port Vila, Port Vila, Vanuatu | Quần đảo Solomon | 1–0       | 3–2     | Pacific Games 2017              |
| 8. | 18 tháng 3 năm 2019  | Sân vận động Lawson Tama, Honiara, Quần đảo Solomon  | Quần đảo Solomon | 1–1       | 1–3     | Giao hữu                        |
| 9. | 15 tháng 6 năm 2024  | Sân vận động VFF Freshwater, Port Vila, Vanuatu      | Quần đảo Solomon | 1–0       | 1–0     | Cúp bóng đá châu Đại Dương 2024 |